# Việt Minh

A Việt Minh zászlaja

A Việt Minh, teljes nevén Việt Nam Ðộc Lập Ðồng Minh Hội (越南獨立同盟會) azaz Liga Vietnám Függetlenségéért egy politikai szervezet volt. Hồ Ngọc Lân és Ho Si Minh alapították 1941-ben, hogy kivívják Vietnám függetlenségét Franciaországtól.
Vezetését később Nguyễn Tất Thành, azaz Ho Si Minh vette át.
A franciákkal szembeni harcuk mellett a Việt Minh felvette a harcot a Francia-Indokínát
a második világháború alatt megszálló japán csapatokkal is.
Ehhez a harcukhoz amerikai illetve kínai segítséget is kaptak.
Japán 1945. augusztusi kapitulációja után a Việt Minh megnyerte a választásokat és kinyilvánította az ország függetlenségét, kiutasítva a francia csapatokat.
Ezt a lépést a közel 10 éven át tartó első indokínai háború követte, melynek során a francia fegyveres erőket nagyrészt az Egyesült Államok finanszírozta.
1951-ben a Việt Minh egyesülve a Vietnámi Nemzeti Szövetség nevű párttal Vietnámi Nemzeti Front néven folytatta tevékenységét, de a franciák ellenfelük megnevezését, úgymint Việt Minh, megtartották. A franciák az 1954-es Điện Biên Phủ-i csata után tették le a fegyvert. Az ezt nem sokkal követő Genfi konferencián, 1954. július 21-én döntés született az ország ketté osztásáról Észak- és Dél-Vietnámra. Határnak a 17. szélességi kör vonala lett kijelölve. A Việt Minh 1954. október 11-én vette át az ellenőrzést az északi országrész felett. Ho Si Minh-t miniszterelnökké nevezték ki, Észak-Vietnám pedig kommunista állammá alakult. Az ország kettéosztottsága a genfi megállapodás szerint csupán 2 évre szólt volna, melyet 1956-ban országos választások és újraegyesítés kellett volna, hogy kövessen.
Tartva Ho Si Minh-ék győzelmétől, a dél-vietnámi kormány és az őket támogató Egyesült Államok megakadályozta a választások megtartását.
Ennek nyomán Dél-Vietnám területén kormányellenes gerillamozgalom alakult Dél-vietnámi Nemzeti Felszabadítási Front néven, melyet a nyugati világ „Viet Cong”-ként (eredeti alakjában: Việt Cộng) ismert meg.